# Bán đảo Sorrentina

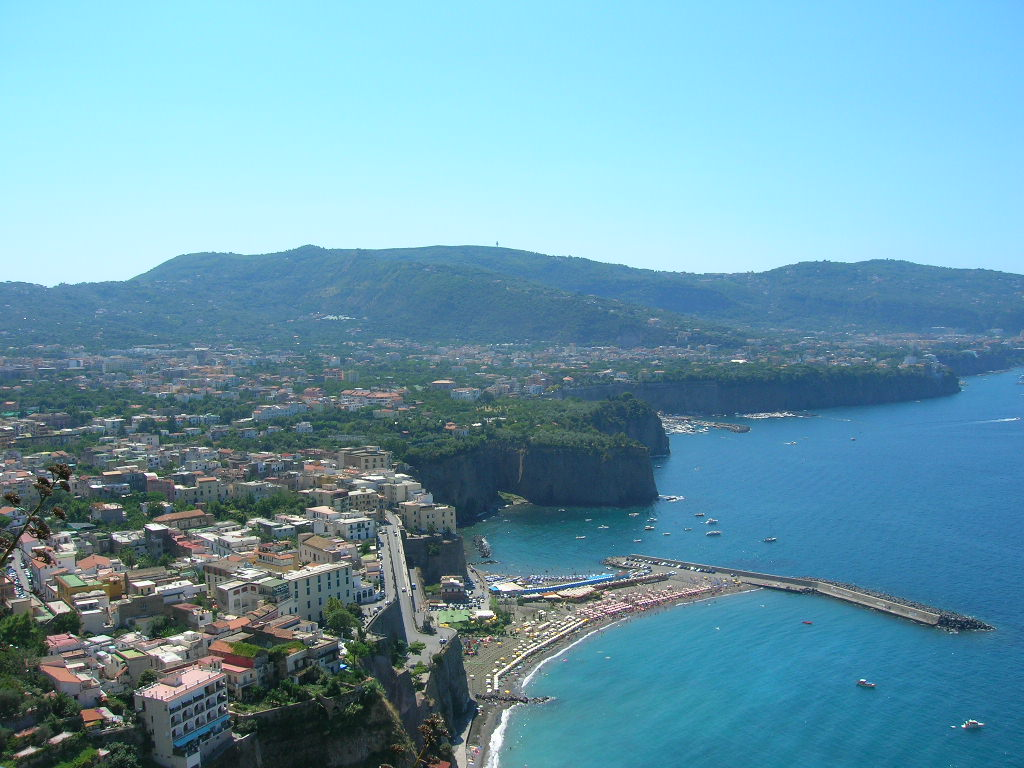
Bán đảo Sorrentina

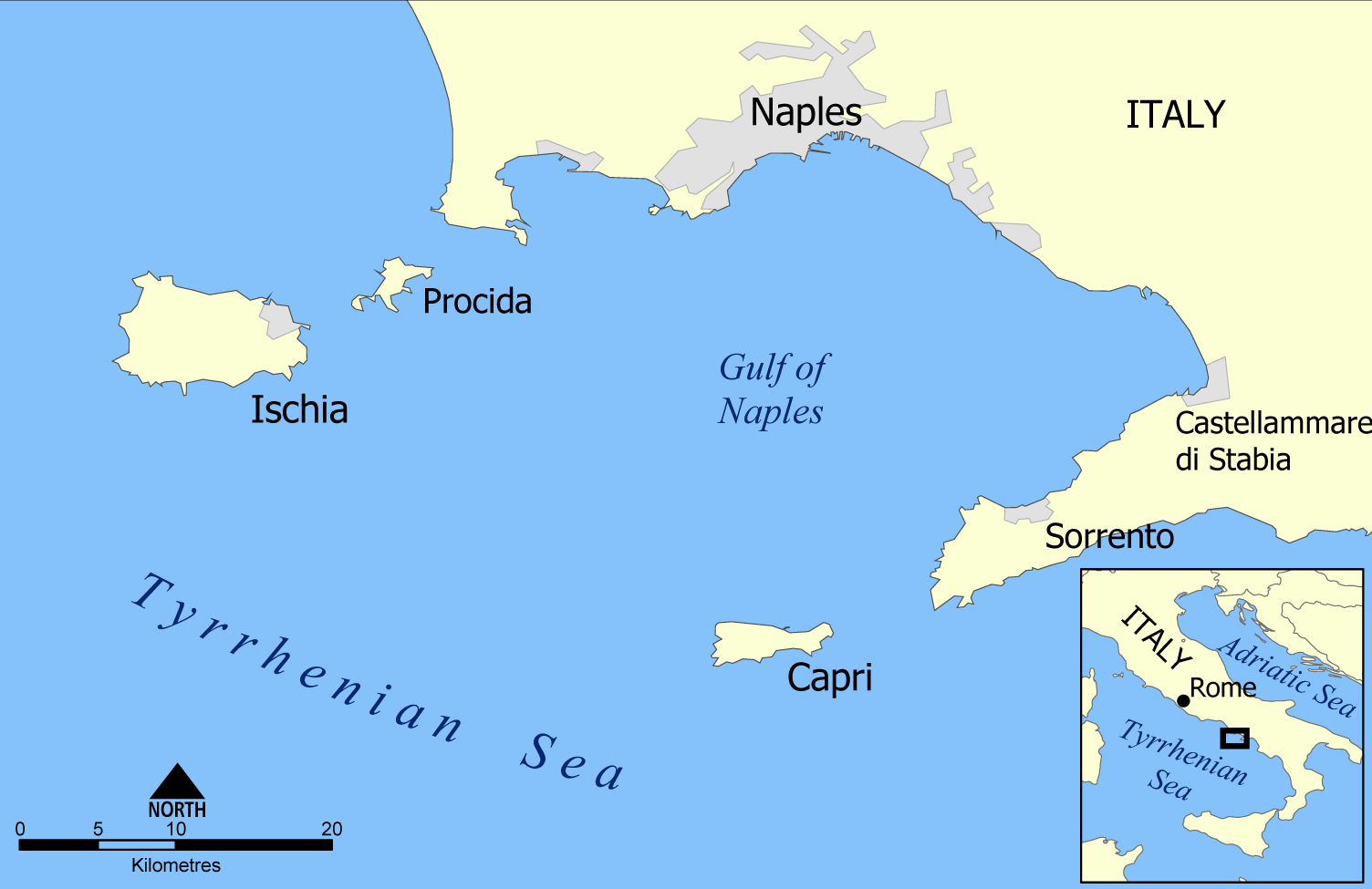
Vịnh Napoli

Bán đảo Sorrentina là một bán đảo ở phía nam Ý, chia cách Vịnh Napoli ở phía bắc với Vịnh Salerno ở phía nam. Tên bán đảo được gọi theo tên thành phố chính của bán đảo là Sorrento, nằm trên bờ phía bắc của Vịnh Napoli. Bờ biển Amalfi nằm ở bờ phía nam của bán đảo. Đảo Capri nằm ở ngoài mũi đất phía tây của bán đảo này, trong Biển Tyrrhenus. 
Toàn khu vực này là điểm đến quan trọng của ngành du lịch Ý.

## Các thành phố và thị trấn
- Vico Equense
- Sorrento
- Meta di Sorrento
- Piano di Sorrento
- Sant'Agnello
- Massa Lubrense